# Vitinha (calciatore febbraio 2000)
Vitinha, pseudonimo di Vítor Machado Ferreira (Póvoa de Lanhoso, 13 febbraio 2000), è un calciatore portoghese, centrocampista del Paris Saint-Germain e della nazionale portoghese, con cui ha vinto la UEFA Nations League 2024-2025.

## Caratteristiche tecniche
Centrocampista centrale, può giocare anche in un ruolo più avanzato, come trequartista o centrocampista offensivo. Rapido nel controllo e nelle rifiniture, è veloce nei passaggi e negli inserimenti. Possiede una buona precisione di tiro, calcia con potenza e sa trovare la rete anche dalla lunga distanza, oltre a essere un buon rigorista. Dotato anche di un’ottima tecnica individuale e di un buon senso del gol.

## Carriera

### Club

#### Porto e Wolverhampton
Vítor Ferreira, detto Vitinha, nasce a Póvoa de Lanhoso e viene prelevato a 11 anni dal settore giovanile del Porto, che lo manda in prestito nel 2015-2016 alla Padroense. Tornato alla base, l'11 agosto 2019 gioca la prima partita in Segunda Liga col Porto B contro il Covilhã. Il 14 gennaio 2020 debutta in prima squadra disputando l'incontro di Taça de Portugal vinto 2-1 contro il Varzim. Il 28 gennaio 2020 esordisce in Primeira Liga, sostituendo Wilson Manafá al 61º minuto del match contro il Gil Vicente. A fine stagione colleziona altre sette presenze sempre da subentrato e i Dragões si laureano campioni di Portogallo, oltre che della Coppa del Portogallo.
Il 9 settembre 2020 si accasa al Wolverhampton in prestito con diritto di riscatto. Il 14 settembre scende per la prima volta con la maglia della sua nuova squadra, entrando nel secondo tempo della sfida di Premier League giocata in casa dello Sheffield United. Tre giorni dopo disputa tutti i novanta minuti dell'incontro perso in casa in Coppa di Lega contro lo Stoke City. Il 29 dicembre parte titolare nella partita persa dai Wolves all'ultimo minuto all'Old Trafford contro il Manchester United. Il 22 gennaio 2021 marca la prima rete tra i professionisti, segnando un gol da 35 metri contro i dilettanti del Chorley, nel quarto turno della Coppa d'Inghilterra.
Tornato al Porto, vince il campionato 2021-2022 dove segna una rete battendo per 3-0 il Portimonense, realizza un gol anche nel successo per 2-0 contro l'Arouca. Nella Taça de Portugal sigla una rete sconfiggendo il Benfica per 3-0, segna una rete anche nella finale contro il Tondela vinta per 3-1. In tutto mette insieme 47 presenze e 4 gol nella stagione 2021-2022.

#### Paris Saint-Germain
Il 30 giugno 2022 viene ceduto per 40 milioni di euro, ovvero il valore della sua clausola di risoluzione, al Paris Saint-Germain con cui firma un contratto quinquennale.Vince il campionato francese segnando un gol contro il Lens e il Troyes vincendo per 3-1 entrambe le partite. Nella Champions League, nella vittoria contro il Borussia Dortmund con un suo assist Vitinha permette a Achraf Hakimi di segnare la rete del 2-0, inoltre realizza un gol contro il Barcellona nella partita vinta per 4-1. Nell'edizione 2023-2024 segna sette gol, il primo vincendo per 3-1 contro il Rennes, vince anche contro l'Olympique Marsiglia e il Le Havre segnando una rete in entrambe le partite concluse con il risultato di 2-0, apre inoltre le marcature nel match vinto per 6-2 contro il Montpellier.
Vince l'edizione 2024-2025 della Champions League, segna una rete nella goleada che si è conclusa per 7-0 contro il Brest. Sempre nella stessa stagione, vince ancora il campionato francese, segnando cinque reti. Nel Mondiale per Club realizza un gol battendo per 4-0 l'Atlético Madrid.

### Nazionale
Già convocato per l'under-19 nel 2019, partecipa all'europeo di categoria vincendo l'argento, segna una rete sia contro l'Armenia che contro l'Irlanda vincendo per 4-0 entrambe le partire. Vitinha ha fatto parte della nazionale portoghese under-21 partecipando alle qualificazioni per l'Europeo Under-21 Ungheria-Slovenia dove segna un gol contro la Norvegia vincendo per 4-1: ottenuto l'accesso alla coppa europea il Portogallo arriva al secondo posto, nel match contro la Svizzera la squadra vince per 3-0, il primo gol lo segna Diogo Queirós su assist di Vitinha.
Il 21 marzo 2022 viene convocato per la prima volta in nazionale maggiore in sostituzione dell'infortunato Rúben Neves. Fa il suo esordio 8 giorni dopo subentrando nel finale della sfida vinta 2-0 contro la Macedonia del Nord, che ha sancito la qualificazione ai Mondiali 2022 dei lusitani. Il Portogallo vince la Nations League l'8 giugno 2025 quando nella finale contro la Spagna pareggiando per 2-2, ai calci di rigore prevale per 5-3, Vitinha è il secondo giocatore portoghese a segnare dal dischetto.

## Statistiche

### Presenze e reti nei club
Statistiche aggiornate al 13 agosto 2025.
| Stagione                   | Squadra                    | Campionato                 | Campionato | Campionato | Coppe nazionali | Coppe nazionali | Coppe nazionali | Coppe continentali | Coppe continentali | Coppe continentali | Altre coppe | Altre coppe | Altre coppe | Totale | Totale | Totale |
| Stagione                   | Squadra                    | Comp                       | Pres       | Reti       | Comp            | Pres            | Reti            | Comp               | Pres               | Reti               | Comp        | Pres        | Reti        | Pres   | Reti   |        |
| -------------------------- | -------------------------- | -------------------------- | ---------- | ---------- | --------------- | --------------- | --------------- | ------------------ | ------------------ | ------------------ | ----------- | ----------- | ----------- | ------ | ------ | ------ |
| 2019-2020                  | Porto B                    | LdH                        | 14         | 8          |                 | -               | -               |                    | -                  | -                  |             | -           | -           | 14     | 8      |        |
| 2019-2020                  | Porto                      | PL                         | 8          | 0          | CP+CdL          | 3+1             | 0               | UEL                | 0                  | 0                  |             | -           | -           | 12     | 0      |        |
| 2020-2021                  | Wolverhampton              | PL                         | 19         | 0          | FACup+CdL       | 2+1             | 1+0             |                    | -                  | -                  |             | -           | -           | 22     | 1      |        |
| 2021-2022                  | Porto                      | PL                         | 30         | 2          | CP+CdL          | 7+0             | 2               | UCL+UEL            | 6+4                | 0                  |             | -           | -           | 47     | 4      |        |
| Totale Porto               | Totale Porto               | Totale Porto               | 38         | 2          |                 | 11              | 2               |                    | 10                 | 0                  |             | -           | -           | 59     | 4      |        |
| 2022-2023                  | Paris Saint-Germain        | L1                         | 36         | 2          | CF              | 3               | 0               | UCL                | 8                  | 0                  | SF          | 1           | 0           | 48     | 2      |        |
| 2023-2024                  | Paris Saint-Germain        | L1                         | 28         | 7          | CF              | 5               | 0               | UCL                | 12                 | 2                  | SF          | 1           | 0           | 46     | 9      |        |
| 2024-2025                  | Paris Saint-Germain        | L1                         | 29         | 5          | CF              | 5               | 0               | UCL                | 17                 | 2                  | SF+Cmc      | 1+1         | 0+1         | 53     | 8      |        |
| 2025-2026                  | Paris Saint-Germain        | L1                         | -          | -          | CF              | 1               | 1               | UCL                | -                  | -                  | SU          | 1           | 0           | 2      | 1      |        |
| Totale Paris Saint-Germain | Totale Paris Saint-Germain | Totale Paris Saint-Germain | 94         | 15         |                 | 13              | 0               |                    | 37                 | 4                  |             | 5           | 1           | 149    | 20     |        |
| Totale carriera            | Totale carriera            | Totale carriera            | 165        | 25         |                 | 27              | 3               |                    | 38                 | 4                  |             | 5           | 1           | 235    | 33     |        |

### Cronologia presenze e reti in nazionale
| Cronologia completa delle presenze e delle reti in nazionale ― Portogallo | Cronologia completa delle presenze e delle reti in nazionale ― Portogallo | Cronologia completa delle presenze e delle reti in nazionale ― Portogallo | Cronologia completa delle presenze e delle reti in nazionale ― Portogallo | Cronologia completa delle presenze e delle reti in nazionale ― Portogallo | Cronologia completa delle presenze e delle reti in nazionale ― Portogallo | Cronologia completa delle presenze e delle reti in nazionale ― Portogallo | Cronologia completa delle presenze e delle reti in nazionale ― Portogallo |
| Data                                                                      | Città                                                                     | In casa                                                                   | Risultato                                                                 | Ospiti                                                                    | Competizione                                                              | Reti                                                                      | Note                                                                      |
| ------------------------------------------------------------------------- | ------------------------------------------------------------------------- | ------------------------------------------------------------------------- | ------------------------------------------------------------------------- | ------------------------------------------------------------------------- | ------------------------------------------------------------------------- | ------------------------------------------------------------------------- | ------------------------------------------------------------------------- |
| 29-3-2022                                                                 | Porto                                                                     | Portogallo                                                                | 2 – 0                                                                     | Macedonia del Nord                                                        | Qual. Mondiali 2022                                                       | -                                                                         | 90+1’                                                                     |
| 9-6-2022                                                                  | Lisbona                                                                   | Portogallo                                                                | 2 – 0                                                                     | Rep. Ceca                                                                 | UEFA Nations League 2022-2023 - 1º turno                                  | -                                                                         | 68’                                                                       |
| 12-6-2022                                                                 | Lancy                                                                     | Svizzera                                                                  | 1 – 0                                                                     | Portogallo                                                                | UEFA Nations League 2022-2023 - 1º turno                                  | -                                                                         | 62’                                                                       |
| 27-9-2022                                                                 | Braga                                                                     | Portogallo                                                                | 0 – 1                                                                     | Spagna                                                                    | UEFA Nations League 2022-2023 - 1º turno                                  | -                                                                         | 79’                                                                       |
| 17-11-2022                                                                | Lisbona                                                                   | Portogallo                                                                | 4 – 0                                                                     | Nigeria                                                                   | Amichevole                                                                | -                                                                         | 46’                                                                       |
| 2-12-2022                                                                 | Al Rayyan                                                                 | Corea del Sud                                                             | 2 – 1                                                                     | Portogallo                                                                | Mondiali 2022 - 1º turno                                                  | -                                                                         | 81’                                                                       |
| 6-12-2022                                                                 | Lusail                                                                    | Portogallo                                                                | 6 – 1                                                                     | Svizzera                                                                  | Mondiali 2022 - Ottavi di finale                                          | -                                                                         | 74’                                                                       |
| 10-12-2022                                                                | Doha                                                                      | Marocco                                                                   | 1 – 0                                                                     | Portogallo                                                                | Mondiali 2022 - Quarti di finale                                          | -                                                                         | 69’                                                                       |
| 23-3-2023                                                                 | Lisbona                                                                   | Portogallo                                                                | 4 – 0                                                                     | Liechtenstein                                                             | Qual. Euro 2024                                                           | -                                                                         | 78’                                                                       |
| 20-6-2023                                                                 | Reykjavík                                                                 | Islanda                                                                   | 0 – 1                                                                     | Portogallo                                                                | Qual. Euro 2024                                                           | -                                                                         | 84’                                                                       |
| 8-9-2023                                                                  | Bratislava                                                                | Slovacchia                                                                | 0 – 1                                                                     | Portogallo                                                                | Qual. Euro 2024                                                           | -                                                                         | 62’                                                                       |
| 16-10-2023                                                                | Zenica                                                                    | Bosnia ed Erzegovina                                                      | 0 – 5                                                                     | Portogallo                                                                | Qual. Euro 2024                                                           | -                                                                         | 79’                                                                       |
| 16-11-2023                                                                | Vaduz                                                                     | Liechtenstein                                                             | 0 – 2                                                                     | Portogallo                                                                | Qual. Euro 2024                                                           | -                                                                         | 67’                                                                       |
| 19-11-2023                                                                | Lisbona                                                                   | Portogallo                                                                | 2 – 0                                                                     | Islanda                                                                   | Qual. Euro 2024                                                           | -                                                                         | 75’                                                                       |
| 26-3-2024                                                                 | Lubiana                                                                   | Slovenia                                                                  | 2 – 0                                                                     | Portogallo                                                                | Amichevole                                                                | -                                                                         |                                                                           |
| 4-6-2024                                                                  | Lisbona                                                                   | Portogallo                                                                | 4 – 2                                                                     | Finlandia                                                                 | Amichevole                                                                | -                                                                         |                                                                           |
| 8-6-2024                                                                  | Oeiras                                                                    | Portogallo                                                                | 1 – 2                                                                     | Croazia                                                                   | Amichevole                                                                | -                                                                         | 84’                                                                       |
| 18-6-2024                                                                 | Lipsia                                                                    | Portogallo                                                                | 2 – 1                                                                     | Rep. Ceca                                                                 | Euro 2024 - 1º turno                                                      | -                                                                         | 90’                                                                       |
| 22-6-2024                                                                 | Dortmund                                                                  | Turchia                                                                   | 0 – 3                                                                     | Portogallo                                                                | Euro 2024 - 1º turno                                                      | -                                                                         | 88’                                                                       |
| 1-7-2024                                                                  | Francoforte sul Meno                                                      | Portogallo                                                                | 0 – 0 dts (3 – 0 dtr)                                                     | Slovenia                                                                  | Euro 2024 - Ottavi di finale                                              | -                                                                         | 65’                                                                       |
| 5-7-2024                                                                  | Amburgo                                                                   | Portogallo                                                                | 0 – 0 dts (3 – 5 dtr)                                                     | Francia                                                                   | Euro 2024 - Quarti di finale                                              | -                                                                         | 119’                                                                      |
| 5-9-2024                                                                  | Lisbona                                                                   | Portogallo                                                                | 2 – 1                                                                     | Croazia                                                                   | UEFA Nations League 2024-2025 - 1º turno                                  | -                                                                         | 90’                                                                       |
| 15-10-2024                                                                | Glasgow                                                                   | Scozia                                                                    | 0 – 0                                                                     | Portogallo                                                                | UEFA Nations League 2024-2025 - 1º turno                                  | -                                                                         | 88’                                                                       |
| 15-11-2024                                                                | Porto                                                                     | Portogallo                                                                | 5 – 1                                                                     | Polonia                                                                   | UEFA Nations League 2024-2025 - 1º turno                                  | -                                                                         | 46’                                                                       |
| 18-11-2024                                                                | Spalato                                                                   | Croazia                                                                   | 1 – 1                                                                     | Portogallo                                                                | UEFA Nations League 2024-2025 - 1º turno                                  | -                                                                         |                                                                           |
| 20-3-2025                                                                 | Copenaghen                                                                | Danimarca                                                                 | 1 – 0                                                                     | Portogallo                                                                | UEFA Nations League 2024-2025 - Quarti di finale                          | -                                                                         | 59’                                                                       |
| 23-3-2025                                                                 | Lisbona                                                                   | Portogallo                                                                | 5 – 2 dts                                                                 | Danimarca                                                                 | UEFA Nations League 2024-2025 - Quarti di finale                          | -                                                                         | 99’                                                                       |
| 4-6-2025                                                                  | Monaco di Baviera                                                         | Germania                                                                  | 1 – 2                                                                     | Portogallo                                                                | UEFA Nations League 2024-2025 - Semifinale                                | -                                                                         | 58’                                                                       |
| 8-6-2025                                                                  | Monaco di Baviera                                                         | Portogallo                                                                | 2 – 2 dts (5 – 3 dtr)                                                     | Spagna                                                                    | UEFA Nations League 2024-2025 - Finale                                    | -                                                                         |                                                                           |
| Totale                                                                    |                                                                           | Presenze                                                                  | 29                                                                        |                                                                           | Reti                                                                      | 0                                                                         |                                                                           |

## Palmarès

### Club

#### Competizioni nazionali
- Campionato portoghese: 2

Porto: 2019-2020, 2021-2022
- Coppa del Portogallo: 2

Porto: 2019-2020, 2021-2022
- Supercoppa francese: 3

Paris Saint-Germain: 2022, 2023, 2024
- Campionato francese: 3

Paris Saint-Germain: 2022-2023, 2023-2024, 2024-2025
- Coppa di Francia: 2

Paris Saint-Germain: 2023-2024, 2024-2025

#### Competizioni internazionali
- UEFA Champions League: 1

Paris Saint-Germain: 2024-2025
- Supercoppa UEFA: 1

Paris Saint-Germain: 2025

### Nazionale
- UEFA Nations League: 1

2024-2025

### Individuale
- Squadra del torneo degli Europei Under-21: 1

Ungheria-Slovenia 2021
- Squadra della stagione della UEFA Champions League: 2

2023-2024, 2024-2025